# 방공경위군
방공경위군(중국어 정체자: 中華民國海軍陸戰隊防空警衛群, 한자음: 중화민국 해군육전대 방공경위군, 영어: ROCMC Air Defense & Base Guard Group)는 중화민국 해군육전대에서 중화민국 해군기지의 방호 및 경비, 방공임무를 맡은 부대이다.

## 역사
1949년, 중화민국 해군육전대가 상하이 우송커우에서 육전 제2사단 제4연대를 창설하였다. 얼마안가 중화민국 국군은 제2차 국공 내전에서 패배하여 대만으로 국부천대하였고, 육전 제2사단에서 해군총사령부로 넘어가 경위연대가 되었다.
1952년, 해군총사령부에서 해군육전대로 넘어가고 경위연대에서 경위총대로 재편되었다.
1951년 3월 1일, 경위 제1대대를 창설하였다.
1953년 11월 10일, 경위 제2대대를 창설하였다. 경위 제2대대는 앞서 창설된 경위 제1대대와 함께 해군기지의 경위 임무 외에도 동사와 난사 수비 임무를 맡았다.
1960년대에 경위 제1,2대대는 각각 육전보병 제103,104대대로 개명되었다.
1999년 7월 1일, 국방부는 精實案, 정실안을 집행하여 , 육전 제66사단의 654연대 본부중대, 제312, 313, 314대대, 경위 제103, 104대대, 656포병연대 318대대를 묶어 해군육전대 지휘부 산하 기지경위여단를 편성하였다. 같은 해 10월, 660포병연대 420대대가 기지경위여단으로 넘어가 여단 포병대대가 되었다.
2005년 7월 1일, 국방부의 精進案, 정진안에 따라 기지경위여단을 육전 제77여단로 개명하고 포병대대를 폐지, 방공포병대대의 지원중대를 소대로 감편하였다.
2011년 7월 1일, 해군경위헌병 제1,2대대가 육전 제77여단으로 전속하였다.
2013년 11월 2일, 精粹案, 정수안에 따라 방공경위군으로 재편성되었다.

## 부대
- 군(群) 지원소대 - 가오슝시 쭤잉구
- 기지 경위 제1대대 (대대 지원소대+경위중대x3)
  - 제1중대 - 가오슝시 줘잉
  - 제2중대 - 서우산
  - 제3중대 - 펑후, 마쭈: 헌병지휘부에서 해군육전대로 넘겨져 관제함.
- 기지 경위 제2대대 (대대 지원소대+경위중대x3)
  - 제4중대 - 지룽
  - 제5중대 - 타이베이 다즈(大直)
  - 제6중대 - 이란현 쑤아오진: 헌병지휘부에서 해군육전대로 넘겨져 관제함.
- 방공대대 (대대 지원소대+방공중대x4) 각 중대는 나뉘어져 가오슝시 안에 분산되어 있다.
  - 방공 제1중대 - 가오슝
  - 방공 제2중대 - 서우산
  - 방공 제3중대 - 지룽
  - 방공 제4중대 - 쑤아오진

## 기록

### 소속
1. 육전 제2사단; 1949년
2. 해군총사령부; 1949년
3. 해군육전대 지휘부; 1952년

### 계보
- 1949년 陸戰第二師第四團, 육전 제2사 제4단
- 1949년, 警衛團, 경위단
- 1952년, 警衛總隊, 경위총대
- 1999년 7월 1일, 基地警衛旅, 기지경위려
- 2005년 7월 1일, 陸戰七七旅, 육전 제77려
- 2013년 11월 2일, 防空警衛群, 방공경위군

## 같이 보기
- 육전 제66여단
- 육전 제99여단